# Samba jazz
Samba jazz (ou samba-jazz), também conhecido como Jazz samba (especialmente, nos Estados Unidos) ou Hard bossa nova, é um subgênero musical sobremodo instrumental do samba que emergiu no âmbito da bossa nova entre o final da década de 1950 e início da década de 1960.
O estilo consolidou a aproximação do samba brasileiro com o jazz estadunidense, especialmente do bebop e do hard bop, vertentes jazzísticas então muito experimentadas por músicos brasileiros em ambientes de gafieiras e boates especialmente no Rio de Janeiro. Tendo sua formação inicial baseada no piano, no contrabaixo e na bateria, aos poucos o samba-jazz foi absorvendo agrupamentos instrumentais mais amplos.
Diferentemente da bossa nova, que é um estilo de samba caracterizado pelo seu espírito intimista, seu som suave e seu comedimento de elementos sonoros, o samba-jazz tem na improvisação e na estridência componentes muitos presentes. Contudo, conforme a bossa nova tornava-se conhecida, o próprio samba-jazz foi favorecido pelo repertório bossa-novista, e toda uma geração de instrumentistas influenciados pelo jazz estadunidense, como foram os casos de Sérgio Mendes, J.T. Meirelles, Edison Machado, Dom Um Romão, Zimbo Trio, Tamba Trio, Milton Banana Trio, Jongo Trio, entre outros, passou a envolver com o novo jeito de fazer samba liderado por João Gilberto.

## Ver Também
- Turma da Gafieira - banda considerada precursora do Samba-jazz.